# Tarenna funebris
Tarenna funebris är en måreväxtart som först beskrevs av Cornelis Eliza Bertus Bremekamp, och fick sitt nu gällande namn av Nicolas Hallé. Tarenna funebris ingår i släktet Tarenna och familjen måreväxter. Inga underarter finns listade i Catalogue of Life.